# Carlos Fitz-James Stuart
Carlos Fitz-James Stuart (Madrid, 2 de outubro de 1948) é um nobre e aristocrata espanhol, XIX Duque de Alba e Chefe da Casa de Alba desde a morte de sua mãe, Cayetana Fitz-James Stuart, em novembro de 2014. 
Divorciado e pai de dois filhos, Fernando Juan e Carlos Arturo, ele reside no Palácio de Liria, em Madri.  
Antes de ser Duque de Alba ele também detinha o título de XIV Duque de Huéscar.

## Vida e família
Carlos nasceu em uma das famílias mais conhecidas da aristocracia espanhola, a Casa de Alba, filho de Cayetana Fitz-James Stuart e Luis Martínez de Irujo y Artázcoz, que por sua vez era filho dos Duques de Sotomayor e Marqueses de Casa Irujo. É chamado legalmente Fitz-James Stuart y Martínez de Irujo. 
Em 18 de junho de 1988 contraiu matrimônio no Altar Maior da Catedral de Sevilha com Matilde de Solís-Beaumont y Martínez de Campos, filha de Fernando Solís-Beaumont y Atienza, X Marquês de la Motilla, e de Isabel Martínez de Campos y Rodríguez-Garzó, filha dos Duques de Seo de Urgel, com quem teve dois filhos:
- Fernando Juan Fitz-James Stuart y Solís, Duque de Huéscar (1990)
- Carlos Arturo Fitz-James Stuart y Solís, Duque de Osorno (1991) [4]

O casal se divorciou em setembro de 2000.  
Desde 2006 Carlos mantém um relacionamento com a empresária Alicia Koplowitz, Marquesa de Bellavista.

### Polêmicas em família
Após a morte da mãe, Carlos e os irmãos tiveram desavenças devido à repartição da herança, sobre as quais chegaram a falar abertamente na imprensa.  
Cayetano Martínez de Irujo, irmão mais novo do Duque, chegou a afirmar no início de 2019 que seus irmãos mais velhos o haviam expulsado da Casa de Alba. Em julho de 2019, para um especial na TV, disse que não concordava com a administração de Carlos como Chefe da Casa de Alba. "Não acho certo que ele tenha transformado os palácios em museus", disse.  

## Educação
Carlos é formado em direito pela Universidade Complutense de Madri. 

## Funções como Chefe da Casa de Alba
O principal dever do Duque de Alba é gerenciar o patrimônio da Casa de Alba, que inclui não só dinheiro, mas também obras de arte e propriedades pertencentes à família, patrimônio que é estimado em 3 bilhões de euros. “Melhorei notavelmente a situação econômica da Casa. Ordenei o patrimônio artístico e abri três casas: primeiro Dueñas, depois Monterrey e agora Liria. E mandei restaurar mais de 50 quadros”, disse Carlos em setembro de 2019.  

## Títulos
Carlos detém 37 títulos nobiliárquicos, entre eles nove como Grandeza de Espanha.
- Títulos com Grandeza de Espanha:
  - Três ducados:
    - XIX Duque de Alba de Tormes
    - XII Duque de Berwick
    - XII Duque de Fitz-James
    - XIV Duque de Huéscar - desde 15 de fevereiro de 2015, o título foi cedido a seu filho e herdeiro, Fernando, como é a tradição
    - XII Duque de Liria y Jérica

  - Um condado-ducado:
    - XV Conde-Duque de Olivares

  - Um marquesado:
    - XVII Marquês de El Carpio

  - Quatro condados:
    - XXIII Conde de Lemos
    - XX Conde de Lerín, Condestable de Navarra y de Éibar
    - XXI Conde de Miranda del Castañar
    - XVII Conde de Monterrey
    - XXI Conde de Osorno -   desde 15 de fevereiro de 2015, o título foi cedido a seu segundo filho, Carlos

- Títulos sem Grandeza de Espanha:
  - Quinze marquesados:
    - XVI Marquês de La Algaba
    - XXII Marquês de Barcarrota
    - XIV Marquês de Castañeda
    - XX Marquês de Coria
    - VIII Marquês de Eliche
    - XIX Marquês de Mirallo
    - XXI Marquês de la Mota
    - XXI Marquês de Moya
    - XII Marquês de Osera
    - XVII Marquês de San Leonardo
    - XX Marquês de Sarria
    - XIII Marquês de Tarazona
    - XVIII Marquês de Valdunquillo
    - XXII Marquês de Villanueva del Fresno
    - XVII Marquês de Villanueva del Río

  - Onze condados:
    - XXI Conde de Villalba
    - XXVI Conde de San Esteban de Gormaz
    - XI Conde de Santa Cruz de la Sierra
    - XXI Conde de Andrade
    - XVI Conde de Ayala
    - XV Conde de Casarrubios del Monte
    - XV Conde de Fuentes de Valdepero
    - XI Conde de Fuentidueña
    - XVII Conde de Galve
    - XVIII Conde de Gelves
    - XXII Conde de Módica (título de origem siciliano).

  - Um Viscondado:
    - XI Visconde de la Calzada

## Honras
- Cavaleiro da Grã-Cruz da Real Ordem de Isabel a Católica[19]
- Grã-Cruz da Justiça de Baylío condecorada com o Colar da Sagrada Ordem Militar Constantiniana de São Jorge e Vice-Grão-Prefeito da Ordem[20]
- Cavaleiro da Ilustre Ordem de São Januário[20]
- Membro Titular da Real Academia de Belas Artes de Santa Isabel da Hungria em Sevilha[21]

## Ancestrais
Predefinição:Ahnentafel superior
|  |                                                                     |  |  |  |  |  |  |  |  |  |  |  |  |  |  |  |
|  | 16. Carlos Fernando Martínez de Irujo, II marquês de Casa Irujo     |  |  |  |  |  |  |  |  |  |  |  |  |  |  |  |
|  |                                                                     |  |  |  |  |  |  |  |  |  |  |  |  |  |  |  |
|  |                                                                     |  |  |  |  |  |  |  |  |  |  |  |  |  |  |  |
|  | 8. Carlos Martínez de Irujo, IX duque de Sotomayor                  |  |  |  |  |  |  |  |  |  |  |  |  |  |  |  |
|  |                                                                     |  |  |  |  |  |  |  |  |  |  |  |  |  |  |  |
|  |                                                                     |  |  |  |  |  |  |  |  |  |  |  |  |  |  |  |
|  | 17. Gabriela del Alcázar, VIII duquesa de Sotomayor                 |  |  |  |  |  |  |  |  |  |  |  |  |  |  |  |
|  |                                                                     |  |  |  |  |  |  |  |  |  |  |  |  |  |  |  |
|  |                                                                     |  |  |  |  |  |  |  |  |  |  |  |  |  |  |  |
|  | 4. Pedro Martínez de Irujo y Caro, X duque de Sotomayor             |  |  |  |  |  |  |  |  |  |  |  |  |  |  |  |
|  |                                                                     |  |  |  |  |  |  |  |  |  |  |  |  |  |  |  |
|  |                                                                     |  |  |  |  |  |  |  |  |  |  |  |  |  |  |  |
|  | 18. Pedro Caro, V marquês de la Romana                              |  |  |  |  |  |  |  |  |  |  |  |  |  |  |  |
|  |                                                                     |  |  |  |  |  |  |  |  |  |  |  |  |  |  |  |
|  |                                                                     |  |  |  |  |  |  |  |  |  |  |  |  |  |  |  |
|  | 9. María Caro y Széchenyi de Sárvár-Felsővidék                      |  |  |  |  |  |  |  |  |  |  |  |  |  |  |  |
|  |                                                                     |  |  |  |  |  |  |  |  |  |  |  |  |  |  |  |
|  |                                                                     |  |  |  |  |  |  |  |  |  |  |  |  |  |  |  |
|  | 19. condessa Elisa Széchenyi de Sárvár-Felsővidék                   |  |  |  |  |  |  |  |  |  |  |  |  |  |  |  |
|  |                                                                     |  |  |  |  |  |  |  |  |  |  |  |  |  |  |  |
|  |                                                                     |  |  |  |  |  |  |  |  |  |  |  |  |  |  |  |
|  | 2. Luis Martínez de Irujo y Artázcoz                                |  |  |  |  |  |  |  |  |  |  |  |  |  |  |  |
|  |                                                                     |  |  |  |  |  |  |  |  |  |  |  |  |  |  |  |
|  |                                                                     |  |  |  |  |  |  |  |  |  |  |  |  |  |  |  |
|  | 20. Vicente Manuel de Artázcoz y Plaza                              |  |  |  |  |  |  |  |  |  |  |  |  |  |  |  |
|  |                                                                     |  |  |  |  |  |  |  |  |  |  |  |  |  |  |  |
|  |                                                                     |  |  |  |  |  |  |  |  |  |  |  |  |  |  |  |
|  | 10. Francisco Javier de Artázcoz y Urdinola                         |  |  |  |  |  |  |  |  |  |  |  |  |  |  |  |
|  |                                                                     |  |  |  |  |  |  |  |  |  |  |  |  |  |  |  |
|  |                                                                     |  |  |  |  |  |  |  |  |  |  |  |  |  |  |  |
|  | 21. Romana Josefa de Urdinola y Salcedo                             |  |  |  |  |  |  |  |  |  |  |  |  |  |  |  |
|  |                                                                     |  |  |  |  |  |  |  |  |  |  |  |  |  |  |  |
|  |                                                                     |  |  |  |  |  |  |  |  |  |  |  |  |  |  |  |
|  | 5. Ana María de Artázcoz y Labayen                                  |  |  |  |  |  |  |  |  |  |  |  |  |  |  |  |
|  |                                                                     |  |  |  |  |  |  |  |  |  |  |  |  |  |  |  |
|  |                                                                     |  |  |  |  |  |  |  |  |  |  |  |  |  |  |  |
|  | 22. Miguel Antonio de Labayen y Eguía                               |  |  |  |  |  |  |  |  |  |  |  |  |  |  |  |
|  |                                                                     |  |  |  |  |  |  |  |  |  |  |  |  |  |  |  |
|  |                                                                     |  |  |  |  |  |  |  |  |  |  |  |  |  |  |  |
|  | 11. María Luisa de Labayen y Aranzabe                               |  |  |  |  |  |  |  |  |  |  |  |  |  |  |  |
|  |                                                                     |  |  |  |  |  |  |  |  |  |  |  |  |  |  |  |
|  |                                                                     |  |  |  |  |  |  |  |  |  |  |  |  |  |  |  |
|  | 23. María de la Concepción de Aranzabe y Alpízar                    |  |  |  |  |  |  |  |  |  |  |  |  |  |  |  |
|  |                                                                     |  |  |  |  |  |  |  |  |  |  |  |  |  |  |  |
|  |                                                                     |  |  |  |  |  |  |  |  |  |  |  |  |  |  |  |
|  | 1. Carlos Fitz-James Stuart, XVI duque de alba                      |  |  |  |  |  |  |  |  |  |  |  |  |  |  |  |
|  |                                                                     |  |  |  |  |  |  |  |  |  |  |  |  |  |  |  |
|  |                                                                     |  |  |  |  |  |  |  |  |  |  |  |  |  |  |  |
|  | 24. Jacobo Fitz-James Stuart, XV duque de Alba                      |  |  |  |  |  |  |  |  |  |  |  |  |  |  |  |
|  |                                                                     |  |  |  |  |  |  |  |  |  |  |  |  |  |  |  |
|  |                                                                     |  |  |  |  |  |  |  |  |  |  |  |  |  |  |  |
|  | 12. Carlos María Fitz-James Stuart, XVI duque de Alba               |  |  |  |  |  |  |  |  |  |  |  |  |  |  |  |
|  |                                                                     |  |  |  |  |  |  |  |  |  |  |  |  |  |  |  |
|  |                                                                     |  |  |  |  |  |  |  |  |  |  |  |  |  |  |  |
|  | 25. María Francisca de Sales Portocarrero, IX condessa de Montijo   |  |  |  |  |  |  |  |  |  |  |  |  |  |  |  |
|  |                                                                     |  |  |  |  |  |  |  |  |  |  |  |  |  |  |  |
|  |                                                                     |  |  |  |  |  |  |  |  |  |  |  |  |  |  |  |
|  | 6. Jacobo Fitz-James Stuart, XVII duque de Alba                     |  |  |  |  |  |  |  |  |  |  |  |  |  |  |  |
|  |                                                                     |  |  |  |  |  |  |  |  |  |  |  |  |  |  |  |
|  |                                                                     |  |  |  |  |  |  |  |  |  |  |  |  |  |  |  |
|  | 26. Manuel Falcó, XIV marqués de Almonacir                          |  |  |  |  |  |  |  |  |  |  |  |  |  |  |  |
|  |                                                                     |  |  |  |  |  |  |  |  |  |  |  |  |  |  |  |
|  |                                                                     |  |  |  |  |  |  |  |  |  |  |  |  |  |  |  |
|  | 13. María del Rosario Falcó, XXI condessa de Siruela                |  |  |  |  |  |  |  |  |  |  |  |  |  |  |  |
|  |                                                                     |  |  |  |  |  |  |  |  |  |  |  |  |  |  |  |
|  |                                                                     |  |  |  |  |  |  |  |  |  |  |  |  |  |  |  |
|  | 27. María del Pilar Osorio, III duquesa de Fernán-Núñez             |  |  |  |  |  |  |  |  |  |  |  |  |  |  |  |
|  |                                                                     |  |  |  |  |  |  |  |  |  |  |  |  |  |  |  |
|  |                                                                     |  |  |  |  |  |  |  |  |  |  |  |  |  |  |  |
|  | 3. Cayetana Fitz-James Stuart, XVIII duquesa de Alba                |  |  |  |  |  |  |  |  |  |  |  |  |  |  |  |
|  |                                                                     |  |  |  |  |  |  |  |  |  |  |  |  |  |  |  |
|  |                                                                     |  |  |  |  |  |  |  |  |  |  |  |  |  |  |  |
|  | 28. Alfonso de Silva, XV duque de Híjar                             |  |  |  |  |  |  |  |  |  |  |  |  |  |  |  |
|  |                                                                     |  |  |  |  |  |  |  |  |  |  |  |  |  |  |  |
|  |                                                                     |  |  |  |  |  |  |  |  |  |  |  |  |  |  |  |
|  | 14. Alfonso de Silva, XVI duque de Híjar                            |  |  |  |  |  |  |  |  |  |  |  |  |  |  |  |
|  |                                                                     |  |  |  |  |  |  |  |  |  |  |  |  |  |  |  |
|  |                                                                     |  |  |  |  |  |  |  |  |  |  |  |  |  |  |  |
|  | 29. María del Dulce Nombre Fernández de Córdoba y Pérez de Barradas |  |  |  |  |  |  |  |  |  |  |  |  |  |  |  |
|  |                                                                     |  |  |  |  |  |  |  |  |  |  |  |  |  |  |  |
|  |                                                                     |  |  |  |  |  |  |  |  |  |  |  |  |  |  |  |
|  | 7. María del Rosario de Silva, IX marquesa de San Vicente del Barco |  |  |  |  |  |  |  |  |  |  |  |  |  |  |  |
|  |                                                                     |  |  |  |  |  |  |  |  |  |  |  |  |  |  |  |
|  |                                                                     |  |  |  |  |  |  |  |  |  |  |  |  |  |  |  |
|  | 30. Juan Cruz Gurtubay y Meaza                                      |  |  |  |  |  |  |  |  |  |  |  |  |  |  |  |
|  |                                                                     |  |  |  |  |  |  |  |  |  |  |  |  |  |  |  |
|  |                                                                     |  |  |  |  |  |  |  |  |  |  |  |  |  |  |  |
|  | 15. María del Rosario Gurtubay y González de Castejón,              |  |  |  |  |  |  |  |  |  |  |  |  |  |  |  |
|  |                                                                     |  |  |  |  |  |  |  |  |  |  |  |  |  |  |  |
|  |                                                                     |  |  |  |  |  |  |  |  |  |  |  |  |  |  |  |
|  | 31. Adelaida González de Castejón y Torres                          |  |  |  |  |  |  |  |  |  |  |  |  |  |  |  |
|  |                                                                     |  |  |  |  |  |  |  |  |  |  |  |  |  |  |  |
|  |                                                                     |  |  |  |  |  |  |  |  |  |  |  |  |  |  |  |

Predefinição:Ahnentafel inferior